# Emmanuel d'Harcourt
Pour les autres membres de la famille, voir Maison d'Harcourt.
Emmanuel d'Harcourt, né le 19 novembre 1914 à Thaumiers dans le Cher, mort le 30 juillet 1985 à Gonfreville-l'Orcher en Seine-Maritime, est un officier, résistant et diplomate français.
Il s'illustre pendant la Seconde Guerre mondiale dans la Résistance sous le pseudonyme d'Amédée d'Ollonde, et devient l'un des premiers compagnons de la Libération. Il est ensuite diplomate, ambassadeur de France en Irlande puis en Tchécoslovaquie.

## Biographie
Emmanuel Marie Amédée Maurice d'Harcourt est l'un des fils du comte Jean d'Harcourt, général de corps aérien, inspecteur général de l'aviation de chasse, et de Geneviève des Réaulx,.
Il est le cousin de Gaston de Bonneval, résistant, déporté à Mauthausen et aide de camp du général de Gaulle ; le château de Thaumier étant pour les deux la demeure ancestrale.

### Formation
Il suit d'abord ses études à l'École des Roches, à Verneuil-sur-Avre. Il effectue ensuite des études supérieures de droit, obtient sa licence, puis entre à Sciences Po, l'École libre des sciences politiques et en est diplômé.
Emmanuel d'Harcourt effectue son service militaire en 1936 dans la cavalerie comme élève officier de réserve. Il prépare ensuite le grand concours des Affaires étrangères.

### Seconde Guerre mondiale
Au début de la Seconde Guerre mondiale, il est mobilisé au 18e Régiment de dragons. Sous-lieutenant, il y commande le peloton d'orienteurs de DCA. En mars 1940, il est nommé lieutenant. Le 23 mai, il est gravement blessé par un bombardement à Neuville-Saint-Vaast. Amputé d'une jambe, il s'embarque quand même pour l'Angleterre où il est hospitalisé.
Après sa convalescence, Emmanuel d'Harcourt s'engage dans les Forces françaises libres (FFL) le 4 décembre 1940, sous le pseudonyme d’Amédée d’Ollonde. Il est nommé adjoint au chef de service des Relations extérieures et coloniales des FFL. Le 29 janvier 1941, il est l'un des cinq premiers compagnons de la Libération, et devient membre du conseil de l'ordre,.
Il entre en mars 1942 au commissariat national aux Affaires étrangères, comme chef du bureau des comités,. Il est ensuite envoyé en mission en France par les services secrets, le BCRA. Il débarque près de Narbonne en août 1942 et établit la liaison avec plusieurs personnalités dont Paul Claudel et Pierre Dunoyer de Segonzac. Sa mission remplie, il passe les Pyrénées en février 1943. Arrêté et emprisonné à deux reprises par les autorités espagnoles, il est libéré en juin 1943 et rejoint alors l'Angleterre.
Emmanuel d'Harcourt est ensuite chef de service au secrétariat général du Comité français de Libération nationale, d'août 1943 à juin 1944,.

### Diplomate
Il est intégré au ministère des Affaires étrangères en avril 1944. Nommé à l'ambassade de France au Canada en 1944, il y est d'abord attaché d'ambassade, puis deuxième secrétaire, jusqu'en 1947. De 1948 à 1950, il est secrétaire de la Commission permanente du traité de Bruxelles à Londres.
Il est ensuite deuxième conseiller à Copenhague, de 1952 à 1952, puis à Prague de 1952 à 1954. Chef de division au ministère, il est premier conseiller à Varsovie de 1958 à 1963. Il a rang de ministre plénipotentiaire à partir de 1963. Il est ministre conseiller à l'ambassade de France en Italie de 1963 à 1969.
Emmanuel d'Harcourt est nommé ambassadeur de France en Irlande en 1969. Il y accueille le général de Gaulle cette même année. Celui-ci lui fait plusieurs confidences assez désabusées. D'Harcourt donne à l'ambassade une réception en son honneur le 18 juin. Il évoque alors l'appel dont c'est l'anniversaire. De Gaulle lui répond: « Il est bien que ce soit vous qui l'évoquiez aujourd'hui. Vous êtes honoré en ce jour, car vous êtes d'Harcourt et vous vous adressez à de Gaulle. Et je suis honoré, car je suis de Gaulle et vous êtes d'Harcourt. Je vous remercie de toutes vos attentions (...) ».
Il reste titulaire de l'ambassade en Irlande jusqu'en 1973. Il est ensuite ambassadeur de France en Tchécoslovaquie de 1975 à 1979.

## Distinctions
- Commandeur de la Légion d'honneur, 1962[3].
- Compagnon de la Libération, 29 janvier 1941, un des cinq premiers compagnons[3], membre du conseil de l'ordre[4].
- Grand-croix de l'ordre national du Mérite, 31 janvier 1981[1],[7].
- Croix de guerre 1939–1945, deux citations.
- Médaille de la Résistance française, avec rosette, par décret du 16 mars 1947[8].

## Sources bibliographiques
- « Emmanuel d'Harcourt », dans Vladimir Trouplin, Dictionnaire des Compagnons de la Libération, Bordeaux, Elytis, 2010 (Notice sur le site de l'ordre de la Libération).
- H. Thibout de Morembert, « Harcourt (Emmanuel-Marie-Amédée-Maurice d') », dans M. Prevost, Roman d'Amat, H. Thibout de Morembert, Dictionnaire de biographie française, vol. 17, Paris, Letouzey, 1989.
- Jean-Christophe Notin, 1061 Compagnons : histoire des Compagnons de la Libération, Paris, Perrin, 2000, 822 p. (ISBN 2-262-01606-2 et 9782262016067).
- « Harcourt (Emmanuel d') », dans Who's Who in France 1973-1974, Paris, Jacques Lafitte, 1973, p. 839.
- Éric Roussel, Charles de Gaulle, Gallimard, 2002.
- Bénédicte Vergez-Chaignon, Les vichysto-résistants de 1940 à nos jours, Perrin, 2008.